# (5556) 1988 AL
(5556) 1988 AL (1988 AL, 1951 EC) — астероїд головного поясу, відкритий 15 січня 1988 року.
Тіссеранів параметр щодо Юпітера — 3,293.